# Boogschieten op de Zomeruniversiade 2009
Het Boogschieten op de Zomeruniversiade 2009 in Belgrado, Servië.

## Medailles

### Recurveboog Individueel
| Plaats | Naam            | Land           |
| ------ | --------------- | -------------- |
| Goud   | Viktor Ruban    | Oekraïne       |
| Zilver | Wang Cheng-pang | Chinees Taipei |
| Brons  | Dmytro Hrachov  | Oekraïne       |

| Plaats | Naam                  | Land       |
| ------ | --------------------- | ---------- |
| Goud   | Kim Yeseul            | Zuid-Korea |
| Zilver | Kim Yumi              | Zuid-Korea |
| Brons  | Gema Buitron Cortinas | Spanje     |

### Recurveboog Team
| Plaats | Naam                                              | Land           |
| ------ | ------------------------------------------------- | -------------- |
| Goud   | Kim Seong Hoon Park Hee Jae Kim Jaehyeong         | Zuid-Korea     |
| Zilver | Wang Cheng-pang Kuo Cheng-Wei Sung Chia-Chun      | Chinees Taipei |
| Brons  | Massimiliano Mandia Amedeo Tonelli Matteo Fissore | Italië         |

| Plaats | Naam                                              | Land       |
| ------ | ------------------------------------------------- | ---------- |
| Goud   | Chang Hye-jin Kim Yumi Kim Yeseul                 | Zuid-Korea |
| Zilver | Tetyana Dorokhova Viktoriya Koval Olena Kushniruk | Oekraïne   |
| Brons  | Jialing Qian Dan Guo Ling Chen                    | China      |

### Compoundboog Individueel
| Plaats | Naam                | Land             |
| ------ | ------------------- | ---------------- |
| Goud   | Steven Gatto        | Verenigde Staten |
| Zilver | Federico Pettenazzo | Italië           |
| Brons  | Danzan Khaludorov   | Rusland          |

| Plaats | Naam                | Land       |
| ------ | ------------------- | ---------- |
| Goud   | Seok Jihyun         | Zuid-Korea |
| Zilver | Victoria Balzhanova | Rusland    |
| Brons  | Erika Anschutz      | Oostenrijk |

### Compoundboog Team
| Plaats | Naam                                             | Land             |
| ------ | ------------------------------------------------ | ---------------- |
| Goud   | Hafid Jaime Stephen Schwade Zachary Plannick     | Verenigde Staten |
| Zilver | Steven Gatto Eduardo Villasenor Gerardo Alvarado | Mexico           |
| Brons  | Anton Khlyshchenko Denis Segin Danzan Khaludorov | Rusland          |

| Plaats | Naam                                                | Land           |
| ------ | --------------------------------------------------- | -------------- |
| Goud   | Chen Li Ju Wen Yu-Chun Lin Chia-Ying                | Chinees Taipei |
| Zilver | Natalia Avdeeva Victoria Balzhanova Albina Loginova | Rusland        |
| Brons  | Seo Jung Hee Kwon Ohhyang Seok Jihyun               | Zuid-Korea     |

### Gemengde teams
| Plaats | Naam                               | Land       |
| ------ | ---------------------------------- | ---------- |
| Goud   | Kim Seong Hoon Kim Yeseul          | Zuid-Korea |
| Zilver | Dmytro Hrachov Viktoriya Koval     | Rusland    |
| Brons  | Justyna Mospinek Rafal Dobrowolski | Polen      |

| Plaats | Naam                              | Land             |
| ------ | --------------------------------- | ---------------- |
| Goud   | Danzan Khaludorov Albina Loginova | Rusland          |
| Zilver | Steven Gatto Erika Anschutz       | Verenigde Staten |
| Brons  | Kim Dong Gyu Seok Jihyun          | Zuid-Korea       |

## Medaillespiegel
| rang  | land             | goud | zilver | brons | totaal |
| ----- | ---------------- | ---- | ------ | ----- | ------ |
| 1     | Zuid-Korea       | 5    | 1      | 2     | 8      |
| 2     | Verenigde Staten | 2    | 1      | 1     | 4      |
| 3     | Rusland          | 1    | 2      | 2     | 5      |
| 4     | Oekraïne         | 1    | 2      | 1     | 4      |
| 5     | Chinees Taipei   | 1    | 2      | 0     | 3      |
| 6     | Italië           | 0    | 1      | 1     | 2      |
| 7     | Mexico           | 0    | 1      | 0     | 1      |
| 8     | China            | 0    | 0      | 1     | 1      |
| 8     | Polen            | 0    | 0      | 1     | 1      |
| 8     | Spanje           | 0    | 0      | 1     | 1      |
| Total | Total            | 10   | 10     | 10    | 30     |

Atletiek · Basketbal · Boogschieten · Duiken · Gymnastiek · Judo · Schermen · Taekwondo · Tafeltennis · Tennis · Voetbal · Volleybal · Waterpolo · Zwemmen